# Umbraröksvamp
Umbraröksvamp (Lycoperdon umbrinum) är en svampart som beskrevs av Pers. 1801. Enligt Catalogue of Life ingår Umbraröksvamp i släktet Lycoperdon,  och familjen Agaricaceae, men enligt Dyntaxa är tillhörigheten istället släktet Lycoperdon,  och familjen röksvampar. Arten är reproducerande i Sverige. Inga underarter finns listade i Catalogue of Life.

## Källor

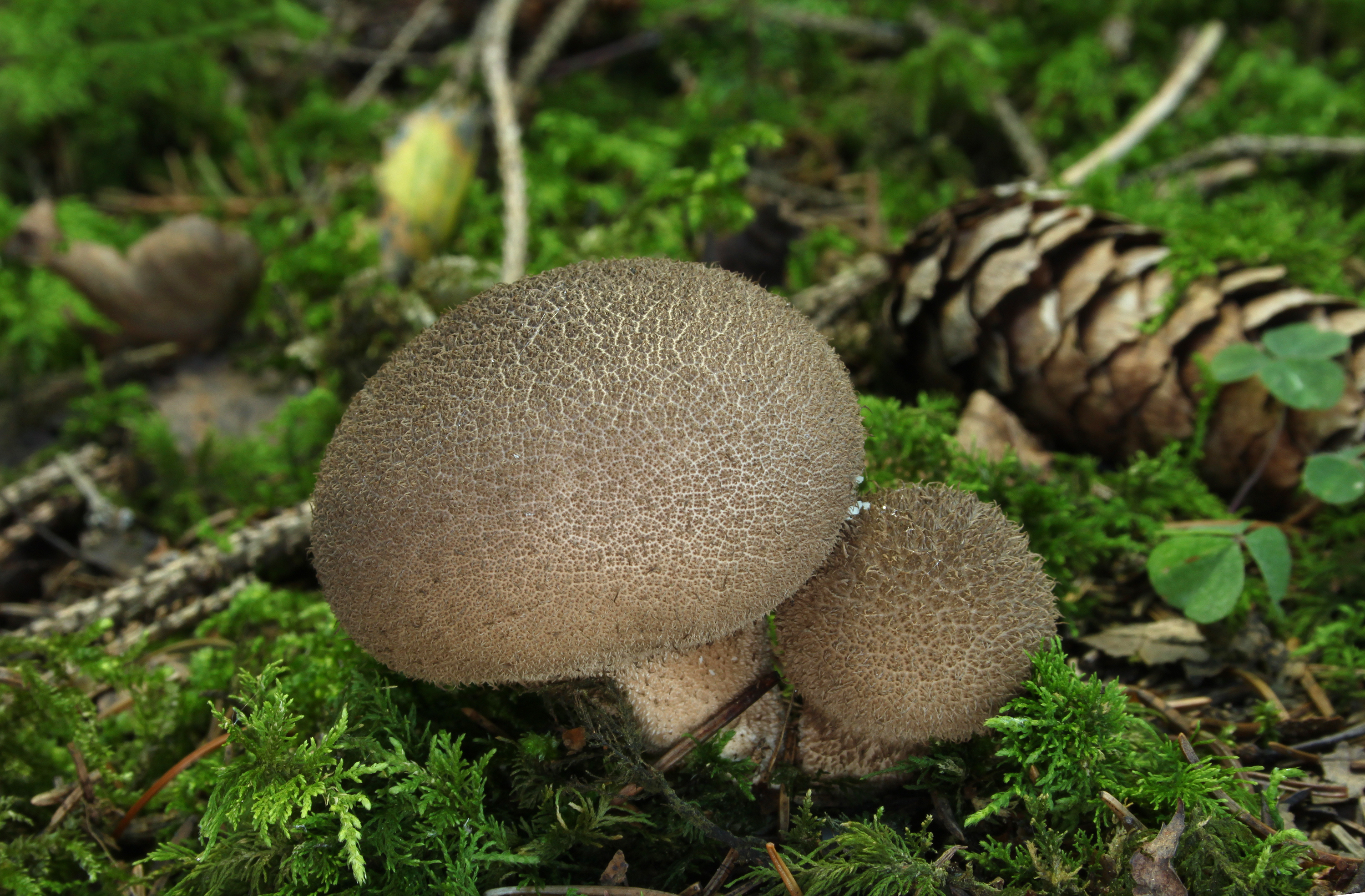
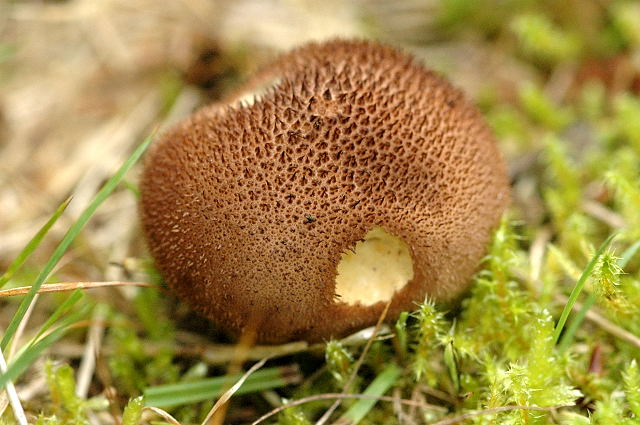